# Забіне Штайнбах
Забіне Штайнбах (нім. Sabine Steinbach, 18 липня 1952) — німецька плавчиня.
Бронзова медалістка Олімпійських Ігор 1968 року.